# In flagranti (Film)
In flagranti ist ein als Screwball-Komödie angelegter deutscher Spielfilm aus dem Jahr 1944, der unter der Regie von Hans Schweikart entstand. Die Hauptrollen verkörperten Ferdinand Marian, Margot Hielscher und Oskar Sima.

## Handlung
Dagmar Karlsen, eine Sängerin und die Freundin von Ingenieur Alfred Peters, beschleicht seit längerem die Ahnung, dass sie von ihm mit einer anderen Frau betrogen wird. Daraufhin sucht sie das Detektivbüro von Roland Schmidt auf, damit dieser entsprechende Ermittlungen diesbezüglich aufnehmen kann. Leider ist an diesem Abend kein erfahrener Detektiv mehr im Büro anwesend, sodass Schmidt wohl oder übel auf Inge Christiansen, eine junge Angestellte aus der Korrespondenzabteilung, zurückgreifen muss. Diese wird damit beauftragt Peters auf seiner noch an diesem Abend beginnenden Geschäftsreise zu beschatten. Für diesen Auftrag muss sie jedoch kurzfristig den geplanten Urlaub mit ihrem Verlobten Erwin verschieben.
Inge nimmt noch am Abend die gleiche Zugverbindung wie Peters. In ihrem Eisenbahnabteil trifft sie zufällig auf ihre Schulfreundin Hella, mit der sie Abitur gemacht hat. Inge erzählt Hella von ihrem ersten Auftrag als Detektivin. Als sie zusammen im Speisewagen essen, stellt sie fest, dass auch Peters dort Platz genommen hat. Die junge Detektivin nimmt die Gelegenheit wahr, um ungestört das Gepäck von Peters in dessen Abteil durchsuchen zu können. Dort findet sie in seinem Koffer und der Aktentasche seine Vorliebe für verschiedene Blechspielzeugfiguren. Bei dem Verlassen des Abteils wird sie jedoch von Peters, der zunächst keinen Argwohn hegt, überrascht. Erst als er später sein Gepäck überprüft, stellt er fest, dass die Sachen durchsucht wurden und eine Blechente beschädigt ist. Natürlich hat er Inge in Verdacht, die er für eine reisende Diebin hält.
Bei einem Zwischenaufenthalt von 80 Minuten verlässt Peters am Bahnhof den Zug, um mit einem Taxi zu einem Restaurant zu fahren. Dort trifft er sich mit seinem Freund und Geschäftspartner Georg. Inge folgt ihm mit einem weiteren Taxi dorthin. Peters berichtet, dass das gemeinsame Brückenbauprojekt vom Aufsichtsrat der Brückenbau AG genehmigt wurde und der Ausführung der Bauarbeiten nichts mehr im Wege steht. Sie verabreden sich für den nächsten Tag im Hotel Bristol. Während des Treffens fällt Alfred Peters auf, dass sich Inge auch im Restaurant aufhält. Er erzählt seinem Freund Georg von der abendlichen Begegnung mit Inge im Zug und ist sicher, dass es sich bei Inge um eine Diebin oder Spionin handelt. Aus diesem Grund wendet er sich nach dem Verlassen des Restaurants an einen Polizisten und lässt Inge als vermutete Verbrecherin festnehmen. Auf der Polizeiwache klärt sich später auf, dass Inge keinen Diebstahl oder Ähnliches begangen hat. Dafür wird aber Alfred wegen falscher Verdächtigung festgenommen. Inge hat durch den Aufenthalt bei der Polizei die Weiterfahrt des Zuges verpasst und muss ein Hotelzimmer für die Nacht nehmen. Auch Peters kommt frei und schleicht sich in das Hotel in dem Inge übernachtet. Dabei ereignen sich allerlei Verwechslungen und kuriose Umstände und beide kommen sich näher. Inge konnte aber noch ein Telegramm an Roland Schmidt, den Inhaber des Detektivbüros senden. Sie teilt als erste Einschätzung mit, dass aufgrund des bei Peters gefundenen Blechspielzeugs von einem bestehenden „unehelichen“ Kind von Peters auszugehen sei.
Am nächsten Morgen setzen sie ihre Reise mit dem Zug fort. Bei der Weiterreise lernt Peters eine junge Frau kennen. Peters ahnt nicht, dass Fritzi die Verlobte seines Freundes Georg ist. Inge setzt telefonisch einen weiteren Zwischenbericht an Roland Schmidt ab und meldet nun eine Geliebte (Fritzi) an Peters Seite. Daraufhin fliegen die Freundin von Alfred Peters und Detektiv Roland Schmidt zu Inge Christiansen. Erwin, der Verlobte von Inge, schließt sich ihnen an.
Im Hotel Bristol erwischen alle Drei tatsächlich Alfred und Inge In Flagranti bei einem leidenschaftlichen Kuss.
Alle Verwechslungen und Spekulationen lösen sich bei einem gemeinsamen Abendessen auf. Erwin fühlt sich nunmehr zu Dagmar, der Freundin von Alfred Peters, hingezogen und Inge und Alfred werden in Zukunft ebenfalls ein Paar. Auch die angebliche Geliebte (Fritzi) stellt sich als Verlobte von Georg heraus.

## Produktionsnotizen
Die Dreharbeiten zu In flagranti fanden im Jahr 1943 überwiegend in den Studios der Bavaria in Geiselgasteig statt. Der Film durchlief am 12. Januar 1944 die Zensur der nationalsozialistischen Filmprüfstelle und wurde für die Kinovorführungen freigegeben. Die Uraufführung war am 31. Januar 1944. 
Die Bauten stammen von Alois Metzerer und die Musik für den Film komponierte Peter Kreuder; sie ist mit Liedtexten von Hans Fritz Beckmann versehen. Herstellungsleiter und Produzent bei diesem Film war der zu dem damaligen Zeitpunkt bei der Bavaria tätige Heinrich Haas.
In flagranti erzielte bereits drei Monate nach der Uraufführung ein Einspielergebnis in Höhe von RM 633.000 bei prognostizierten Gesamteinnahmen von RM 4.000.000 und war somit auch ein kommerzieller Erfolg.
In der Filmkomödie In flagranti verkörpert der Schauspieler Ferdinand Marian eine sympathische Rolle in einem erfolgreichen Unterhaltungsfilm. Im Jahr 1940 wirkte er jedoch nur widerwillig in dem antisemitischen nationalsozialistischen Spielfilm Jud Süß von Veit Harlan in der Hauptrolle des Joseph Süß Oppenheimer mit und war damit als Darsteller stigmatisiert. Er stand zudem auf der Gottbegnadeten-Liste des Reichsministeriums für Volksaufklärung und Propaganda.
Auch der Drehbuchautor Ernst Marischka stand auf der Liste des Reichsministeriums für Volksaufklärung und Propaganda als zugelassener Filmautor. In den Nachkriegsjahren erlangte er unter anderem als Regisseur der Sissi-Trilogie sehr große Bekanntheit.

## Rezeption
„Eine frischgebackene Detektivin hat in ihrem ersten Fall einen Ingenieur zu beobachten und benimmt sich dabei so ungeschickt, daß sie für eine Diebin und Hochstaplerin gehalten wird. Gelungenes Lustspiel, das auch heute noch mit einer Fülle von Gags unterhalten kann.“

„Krimikomödie von Hans Schweikart („Muß man sich gleich scheiden lassen?“) um eine unerfahrene Detektivin (Margot Hielscher), die einen Ingenieur (Ferdinand Marian) beobachten soll und dabei für eine Diebin gehalten wird… Akzeptables Unterhaltungskino aus Deutschlands dunkelsten Tagen. Das Drehbuch schrieb Ernst Marischka („Sissi“).“

„Ein für die Zeit nicht gerade typisches oder erwünschtes exaltiertes Pärchen stellt Hans Schweigart in dem Film „In flagranti“ mit Ferdinand Marian und Margot Hielscher vor.“